# Шумен, Майкл
Майкл Шумен (англ. Michael Shuman) (родился 20 августа 1985) — американский рок-музыкант, в некоторых кругах известный как Mickey Shoes. На данный момент он является бас-гитаристом американской стоунер-рок группы Queens of the Stone Age. У него есть свой проект Mini Mansions.
Также Майкл играет на басу в Jubilee и Wires on Fire. Обе группы записываются на Buddyhead Records.